# Хліб, масло і варення
«Хліб, масло і варення» (італ. Pane, Burro E Marmellata) — італійський фільм 1977 року.

## Сюжет
Три жінки познайомилися в психлікарні куди вони потрапили через проблеми зі своїми другими половинами. Вийшовши з лікарні вони вирішують оселитися разом і більше не пускати до себе чоловіків.

## Акторський склад
- Енріко Монтесано — Бруно
- Россана Подеста — Сімона
- Клодін Оже — Бетті
- Ріта Ташінгем — Віра
- Лаура Троттер — Маргарита
- Франко Джакобіні — чоловік Сімони
- Жак Ерлен — доктор Гаетано Арфі (психіатр)
- Адольфо Челі — Арістіде Бартеллі
- Стефано Амато — посильний